# Дом Яковлевых (Волховский переулок)

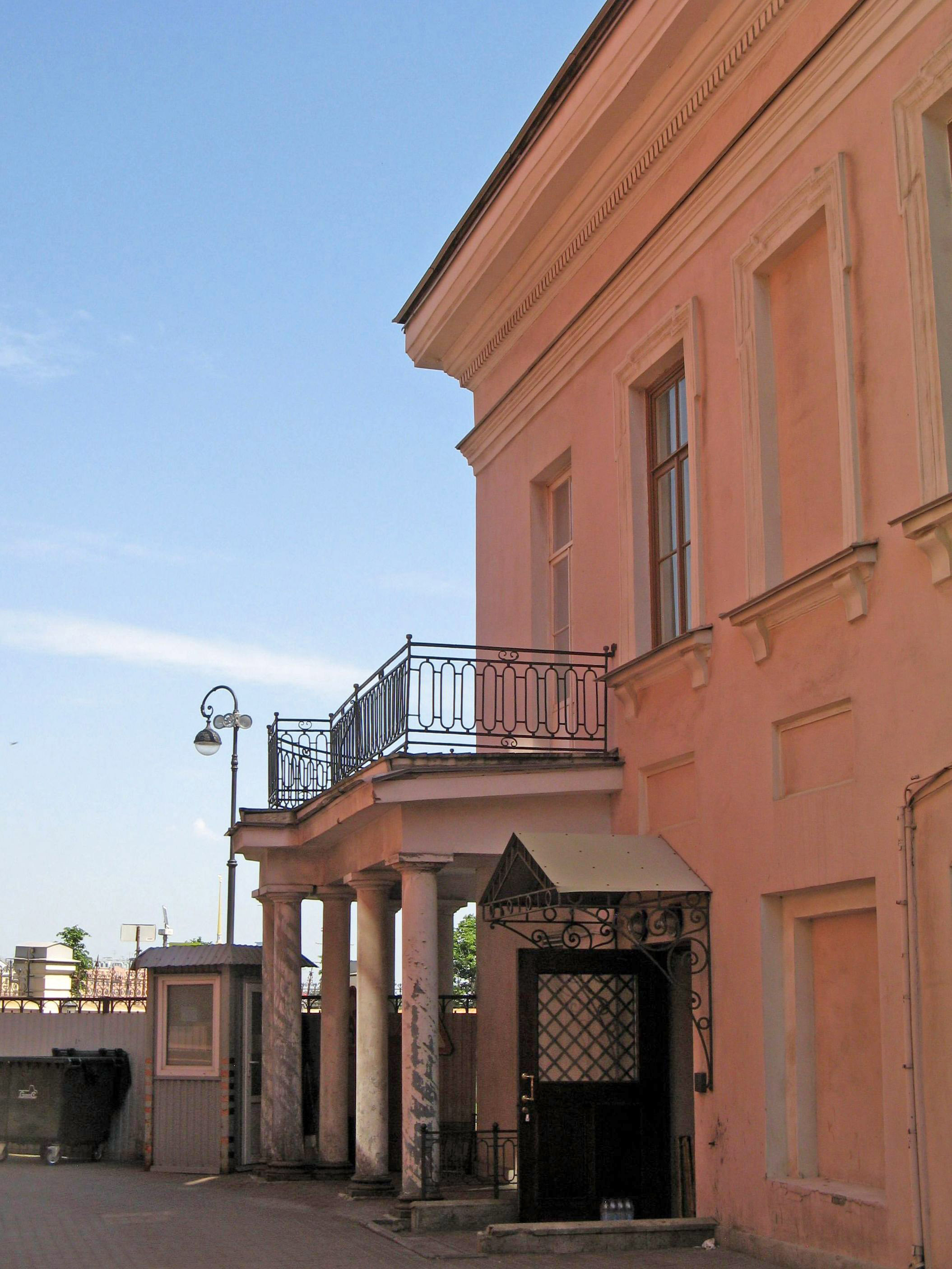
Балкон из «Монолога»

Дом Яковлевых — памятник архитектуры. Расположен в Санкт-Петербурге, современный адрес — Волховский переулок, 1, набережная Макарова, 12в.
Дом построен на территории Биржевого (Сибирского) двора, основанного Саввой Яковлевичем Яковлевым. При нём неизвестным архитектором в 1770-х годах на участке было построено конторское здание в стиле безордерного классицизма, замыкавшее перспективу Биржевого переулка.
После смерти Саввы Яковлевича в 1784 году территория двора была разделена сначала на четыре части (для сына Ивана, сына Петра, сына Сергея и вдовы Марии Ивановны), после смерти вдовы в 1797 году — на три части. Участок на Волховском переулке, 1, позднее получил внук Саввы Яковлевича Алексей Иванович, он в 1818 году купил соседний участок и до 1821 года капитально переделал дом, сделав из него городскую усадьбу (вероятнее всего, перестройки выполнял А. И. Мельников). К зданию был пристроен балкон на деревянных дорических колоннах, обращённый к регулярному саду. В доме была сделана декоративная отделка, созданная неизвестными мастерами в стиле классицизма. 
После смерти Алексея Ивановича в 1849 году дом получил в наследство его сын Иван, в 1882 году он перешёл его сестре Надежде (бывшей замужем за А. А. Стенбок-Фермором). Супруги в 1899—1900 годах по проекту В. П. Цейдлера перестроили сооружённые в 1881 году каменные службы под флигель с кладовыми и прачечной, распланировали сквер, поставили каменную ограду вокруг сада, возвели вдоль набережной доходный дом.
У двухэтажного каменного дома есть сад, главный фасад обращён к переулку. Фасад безордерный, завершается профилированным карнизом с сухариками, между окнами обоих этажей — прямоугольные филёнки, у окон второго этажа — плоские наличники. Центральную часть подчёркивает ступенчатый аттик и рустовка на уровне первого этажа. Дом построен в 1760—1770 годах, архитектор неизвестен.
Сохранилась отделка второй половины XVIII века — роспись плафонов, лепные фризы и карнизы, наборный паркет из ценных пород, изразцовые печи и мраморные камины, искусственный мрамор на стенах. Парадная лестница оформлена белым мрамором, расписана в технике гризайль.
В 1918 году дом был национализирован. С 1923—1924 года до 1928 года в доме был Музей отживающего культа, который также занимал соседний дом, в связи с чем между ними был пробит проём. С 1934 года дом занял Институт цементов АН СССР, в связи с чем в 1930-е и в 1950-е в парадных залах были поставлены перегородки, в капитальных стенах сделаны новые проёмы для обустройства коридоров. В 1938 году отделка пострадала из-за протечки водопровода. В 1964 году сквозной проезд со стороны двора был заложен, вместо него сделали окно. Балкон был в аварийном состоянии, его разобрали.
В 1949 году парадная лестница дома реставрировалась А. Мартыновым, Д. Иняшкиным и Я. Казаковым под руководством Н. Перцева, в 1960-е годы её реставрацию проводили М. М. Швабский, В. П. Окорочков и Б. А. Пуговкин. В 1963—1968 годы шла реставрация росписей плафонов, карнизов и печей.
С мая 1996 года дом передан Высшей школе менеджмента СПбГУ, после чего был восстановлен балкон. На 2005 год парадные залы подготавливались к комплексной реставрации.
Дом снимался в фильме Ильи Авербаха «Монолог».
В доме в 1921—1937 годах жил С. П. Глазенап, в 1903—1905 годах — Г. И. Люцедарский, в 1894—1895 годах — И. А. Стефаниц, в 1923—1940 годах — Д. Г. Фомичев, в 1902—1903 годах — И. И. Яковлев.